# Emma Bull
Emma Bull (13 de diciembre de 1954) es una escritora estadounidense de fantasía y ciencia ficción.

## Vida
Emma Bull nació en Torrance, California. Ingresó en el Colegio Beloit en Wisconsin y se graduó en 1976 en literatura Inglesa y composición. Después de graduarse, trabajó por un breve periodo de tiempo como diseñadora gráfica y periodista.

## Carrera
La novela más reconocida de Emma es War for the Oaks, una de las obras pioneras del género fantasía urbana.

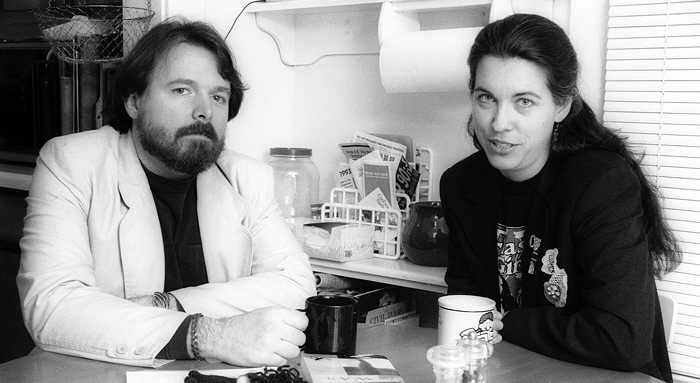
Will Shetterly y Emma Bull (1994)

Su novela de ficción posapocalíptica de 1991 Bone Dance fue nominada al premio Hugo, al premio Nébula y al World Fantasy Award. Fue miembro del grupo de literatura "The Scribblies", el cual incluía a su esposo, Will Shetterly, además de Pamela Dean, Kara Dalkey, Nate Bucklin, Patricia Wrede y Steven Brust.
Junto a Steven Brust, Bull escribió Freedom and Necessity (1997), una novela epistolar ambientada en el siglo XIX.

## Vida personal
Bull y Shetterly viven en Mineápolis (Minesota).

### Novelas
- War for the Oaks (1987)
- Falcon (1989)
- Bone Dance (1991)
- Finder (1994)
- The Princess and the Lord of Night (1994)
- Freedom and Necessity (1997)
- Territory (2007)

### Colecciones
- "Visionary" (poema)
- "Why I Write Fantasy" (ensayo)
- "Rending Dark"
- "Badu's Luck"
- "The Well-Made Plan"
- "A Bird That Whistles"
- "Danceland Blood" (con Will Shetterly)
- "Wonders of the Invisible World" (ensayo)

## Discografía
Con Cats Laughing
- Bootleg Issue (1988)
- Another Way to Travel (1990)
- A Long Time Gone (2016)

Con The Flash Girls
- The Return of Pansy Smith and Violet Jones (1993)
- Maurice and I (1994)
- Play Each Morning Wild Queen (2001)